# ユーセフ・シャヒーン
ユーセフ・シャヒーン、ユースフ・シャーヒーン（アラビア語, Youssef Chahine, 1926年1月25日 -  2008年7月27日）は、エジプト・アレキサンドリア出身の映画監督。エジプトを代表する映画監督である。

## 人物
両親はレバノン人。アレキサンドリア大学で学んだ後、アメリカ合衆国に渡り、パサデナ・プレイハウスで演技を学ぶ。
エジプトに戻った後は映画製作に取り組むようになり、1950年に映画監督としてデビュー。
『アレキサンドリアWHY?』（1979年）で第29回ベルリン国際映画祭銀熊賞を受賞。
カンヌ国際映画祭のパルム・ドールにも3度ノミネートされている。
1997年に第50回カンヌ国際映画祭において、『炎のアンダルシア』により50回記念特別グランプリを受賞。
2008年7月27日、脳内出血で死去した。82歳没 。

## 主な監督作品
- 放蕩息子の帰還 Awdat al ibn al dal （1976年）
- アレキサンドリアWHY? Iskanderija... lih? （1979年）
- エジプトの物語 Hadduta misrija （1982年）
- アデュー・ボナパルト Adieu Bonaparte （1985年）
- Al-yawm al-Sadis （1986年）
- アレキサンドリア－今も昔も Iskanderija, kaman oue kaman （1989年）
- Al-mohager （1994年）
- キング・オブ・フィルム/巨匠たちの60秒 Lumière et compagnie （1995年） オムニバス
- 炎のアンダルシア El Maseer （1997年）
- El Akhar （1999年）
- Silence...We're Rolling （エジプトの銀幕・スターの戀) Skoot hansawwar （2001年）
- 11'09''01/セプテンバー11 11'09'01 - September 11 （2002年） オムニバス
- アレキサンドリア－ニューヨーク Alexandrie... New York （2004年）
- 47年後 47 Ans Après （2007年） オムニバス『それぞれのシネマ』の一篇
- Heya fawda （2007年）